# Closos de Can Gaià
Closos de Can Gaià es un yacimiento arqueológico de la Edad del Bronce (c. 1700-850 a. C.) formado por un poblado de un mínimo de nueve navetas de la cultura naviforme, típica de la época en las Islas Baleares y situado a las afueras de la población de Porto Colom perteneciente al municipio de Felanich, en la isla de Mallorca (España).

## Historia
El yacimiento fue documentado a partir del principios del siglo XX, especialmente gracias al escritor Miquel Bordoy Oliver.
En 1965 comienza la construcción de la carretera que unirá Porto Colom con S'Horta, donde aparece el yacimiento, destruyendo una parte de las estructuras.
En 1967, los doctores Otto Herman Frey y Guillem Rosselló Bordoy empezaron trabajos de limpieza, posteriormente de planimetría y documentación fotográfica. En 1996, el laboratorio de prehistoria de la Universidad de las Islas Baleares codirigido por Bartomeu Salvà y Manel Calvo emprende un proyecto de investigación, educativo y de restauración del yacimiento llamado: proyecto Closos. Se han excavado completa o parcialmente sólo los conjuntos arqueológicos I y II.

## Situación
El yacimiento está a 700 metros del mar Mediterráneo, en un terreno caracterizado por sus pocas lluvias y una masa forestal escasa de tipo bosque y matorral mediterráneo.

## Poblado
La disposición de las estructuras construidas en el yacimiento es dispersa con una orientación similar (sur - este). El conjunto arqueológico está dividido en varios grupos:

### Conjunto I
Conjunto formado únicamente por la naveta I, de planta alargada con forma de herradura de construcción ciclópea, con una longitud de 16 metros y 7 de anchura en la zona de la fachada. El grosor de los muros oscilan entre los 2 metros y los 3 de anchura, mientras que la altura conservada se mueve en torno al metro y medio y se estima que la real pudo ser en torno a los tres metros. Los muros exteriores conservan grandes sillares poligonales empotrados en seco. En la cara interna el muro del paramento es de técnica más refinada con piedras muy bien labradas con formas que tienden a la homogeneidad, oscilando entre el cuadrado y el rectángulo. La cubierta, hoy desaparecida, probablemente era de arcilla y ramas.
Excavado completamente durante las campañas de 1996 a 1999 y restaurado en 2001, 2007 y 2010.

### Conjunto II
Identificado por la naveta II, sus medidas son 16,30 metros de longitud por 3,20 de ancho, con una cámara de 13,20 de longitud. La primera de ellas, la estructura IIA -conocida como Cista- se construyó con unas técnicas poco utilizadas en el resto del poblado, por utilizar grandes losas en vertical. No se conocen estructuras semejantes a otros yacimientos naviformes de Baleares. Quizás tuvo un uso colectivo, para trabajos comunales o talleres.

### Conjunto III
Formado por una naveta de grandes dimensiones con más de una cámara interior. Sus medidas van de los 17,50 de longitud a 20,70 de ancho en la fachada. Muy probablemente, tal como señalaron Rosselló Bordoy y Otto Herman Frey en los años sesenta, se trata de una naveta de triple cámara, aunque la unidad oeste se encuentra con un avanzado estado de destrucción.

### Conjunto IV
Es una naveta de planta sencilla y aislada de ábside apuntado. Sus medidas son 13,40 metros de largo por 7,50 de ancho en la zona de la fachada. La cámara tiene una longitud de 10,25 por 4 de ancho. Conserva más de un metro de altura.

### Conjunto V
Una naveta doble de 22,50 de longitud total y 14 de ancho en la zona de la fachada. Las cámaras tienen una longitud de 12,70 y 6,70 de anchura. Esta edificación destaca por el excelente estado de conservación. La altura de los restos superan en algunos lugares los 2 metros de altura.

### Conjunto VI
Aunque la estructura está muy dañada, según G. Rosselló y O. Prey en 1959 pudieron identificar los restos de una naveta. Según sus observaciones era de 6,10 metros de longitud y 9,20 de ancho. En 1990 sufrió una destrucción parcial del costado este que impide comprobar las dimensiones observadas.

### Conjunto VII
Está definido por unos restos que, posiblemente, informan de la existencia anterior de una o varias navetas.

### Conjunto VIII
Este conjunto, formado por una naveta doble, desapareció en 1959 por la construcción de la carretera de s'Horta a Porto Colom.

### Conjunto IX
Recoge los restos de una posible estructura actualmente no visible pero que sí puede intuirse. Al norte del poblado se observa. 

### Conjuntos X y XI
Recogen los restos de posibles navetas, actualmente no visible pero que sí puede intuirse.